# Calpidium
Calpidium is een mosdiertjesgeslacht uit de  familie van de Catenicellidae en de orde Cheilostomatida

## Soorten
- Calpidium ornatum Busk, 1852
- Calpidium ponderosum (Goldstein, 1880)